# Северн (річка, Джорджен-Бей)
Северн — річка в центральному Онтаріо, Канада. Її верхів'я розташоване на північному кінці озера Кучічінґ. Вона вбирає воду озер Кучічінґ і Сімко. Річка тече в основному на північний захід до  Джорджен-Бей, великої затоки озера Гурон.
Северн є частиною внутрішньої системи каналів, відомої як водний шлях Трент — Северн, який з'єднує Порт-Северн на Джорджен-Бей з Трентоном на озері Онтаріо через канал Трента. Із середини 19 століття і до завершення будівництва каналу в 1920 році річку Северн використовували для транспортування колод на лісопильні заводи. У її руслі на водоспадах розташовані дві гідроелектростанції.
Річка Северн центрального Онтаріо (на відміну від однойменної річки в північному Онтаріо на кордоні з Манітобою) має лише 30 км завдовжки. На річці є багато сезонних котеджів, до яких можна дістатися лише човном. Деякі мешканці живуть на Северні круглорічно. По річці плаває багато яхт і моторних човнів, які подорожують від озера Кучічінґ до Джорджен-Бей і навпаки.
Розташована на річці Северн, залізниця Big Chute Marine Railway є рідкісною діючою водною залізницею. Подібним до неї є Ельблонзький канал у Польщі. Big Chute є головною туристичною визначною пам'яткою і забезпечує доступ до басейну Ґлостера і з нього, нижче за течією від Северна. На річці також багато хто зупиняється на ночівлю, хоча на багатьох ділянках річки ночівля заборонена, включаючи Lost Channel (поблизу старої пожежної вежі) і Pretty Channel. За виконанням цієї заборони стежить поліція.
Згідно зі звітом «Governor Simcoe's Visit in 1793», який можна знайти в томі Transactions of the Canadian Institute 1891 року, річка на той час була відома під назвою річка Матчеташ.